# تجارة العاج

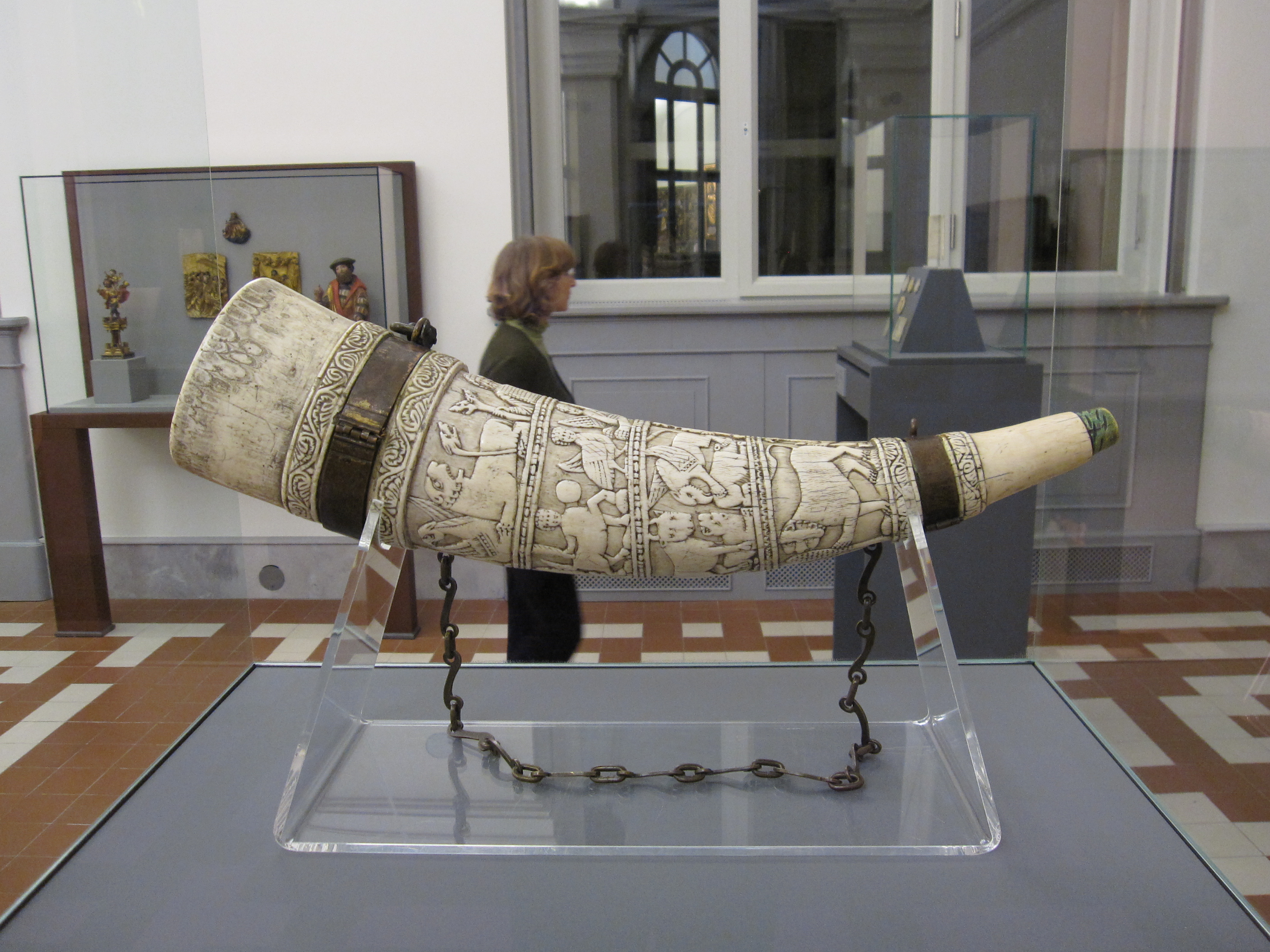
تحفة فنية عاجية مصنوعة من ناب الفيل

في عام 1989، تم حظر تجارة العاج في العالم بواسطة اتفاقية سايتس، وقد أعلنت سايتس أن تقدير الفيلة المقتولة في عام 2011 لا يقل عن 25 آلاف فيلا أفريقيا، أما الرقم الفعلي يصل إلى إضعاف ذلك حيث شهد عام 2011 حجز كميات من العاج الغير قانوني  قدرت بنحو 31.5 طن بما يعادل 31500 فيل نافق ، ويقدر عدد الفيلة في أفريقيا من 272 ألف -إلى 690 ألف في عام 2007، في حين كان يقدر 1.3 مليون في عام 1979، وخلال ثمانينيات القرن العشرين فقدت أفريقيا نصف قطعانها من الفيلة أي 600 ألف فيلا خلال 10 سنوات فقط، كما بلغ العاج المصادر في الصين في الفترة بين 1989 و 2011 ب 41095 كيلوجرام وحيث يقدر الآن عدد الفيلة في براري اسيا ب 40000 فيل.

## مصر

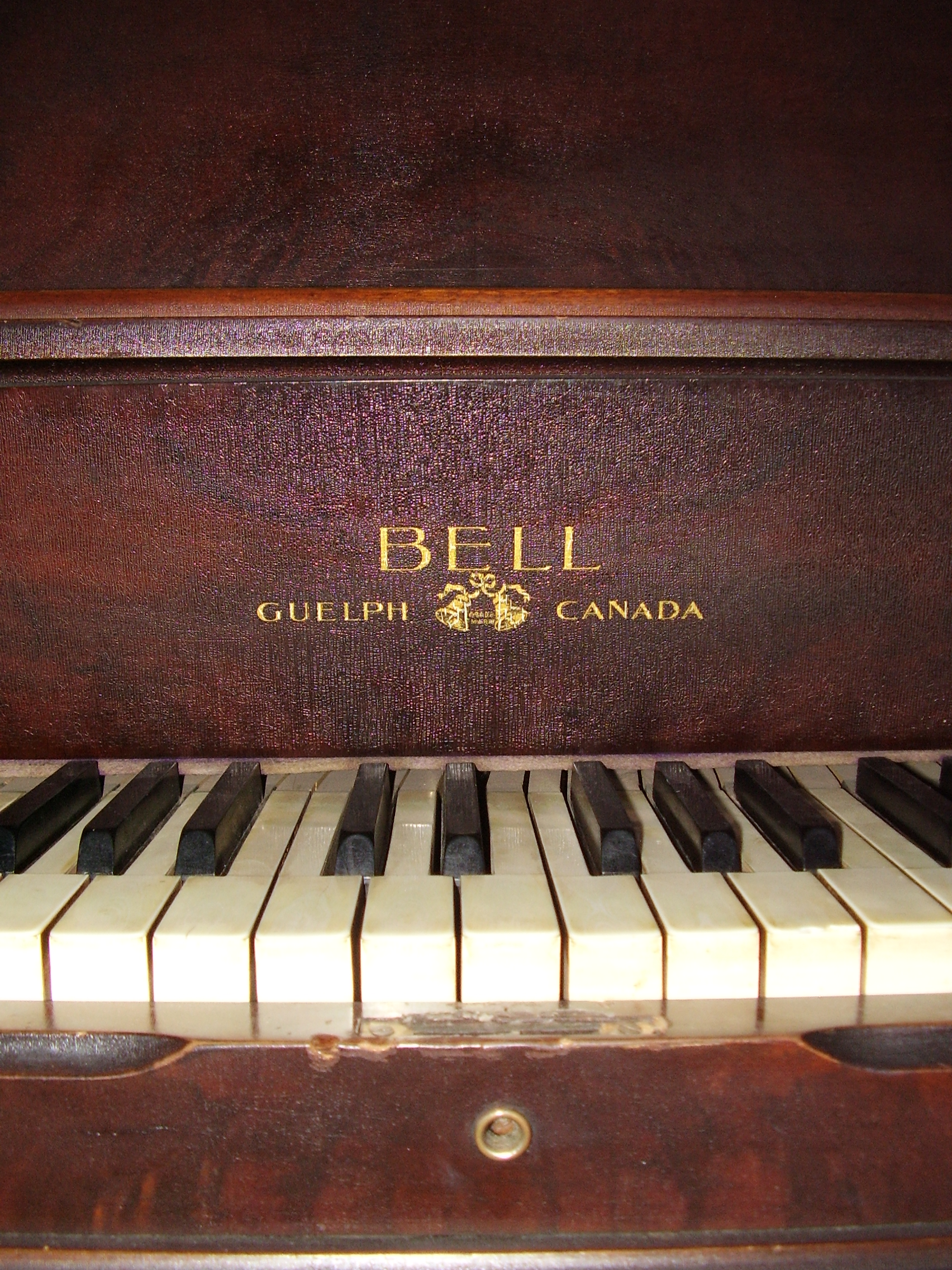
مفاتيح بيانو مصنوعة من العاج

- في 2011، فريق من منظمة ترافيك يزور مصر ويقدم تقرير عن تجارة العاج في مصر ويقرر بأن كميات كبيرة من العاج لا تزال معروضة للبيع في مصر.[2] [3] [4] [5] [6] [7]
- في مايو 2011، السلطات المصرية تصادر طرود ل حسين سالم تحتوي على قرون من العاج.[8]
- في ديسمبر 2012، مصادرة 10 كيلو عاج مع راكب سوداني بمطار القاهرة.[9]
- في يونيو 2014، السلطات المصرية تحبط محاولة تهريب 36 كيلو عاج بمطار القاهرة.[10]
- في 2014، مصر توجه خطاب الي منظمة سايتس يشمل خطة عمل للتوعية بتجريم تجارة العاج.[11]
- في أكتوبر 2014 احبطت السلطات المصرية في ميناء سفاجا محاولة تهريب 300 كيلو من العاج داخل إحدى الشاحنات على متن عبارة قادمة من ميناء ضبا السعودي.[12]
- في نوفمبر 2014، السلطات المصرية تحبط محاولة تهريب تماثيل مصنوعة من العاج في مطار القاهرة.[13] [14]

## معرض الصور
|  |  |

## روابط خارجية
- Egypt remains a hot spot for illegal chimp and ivory trade ، egyptindependent 24/03/2013